# 大岭寨明长城砖窑群
大岭寨明长城砖窑群，位于中国河北省唐山市大岭寨村，为唐山市迁西县的一个省级文物保护单位，类型为古遗址，公布时间为2001年2月7日。
大岭寨明长城砖窑群的历史年代为明代。